# ロイコー
ロイコー（Loikaw） は、ミャンマー・カヤー州の州都。カレンの丘地域に位置している。 住民の多くはカヤー族（カレンニー族）である。  ロイコーの東約20kmのローピタ滝にミャンマー最大の水力発電所が建設されている（戦争賠償として日本人によって建設された）。

## 歴史
ロイコーは、イギリスのビルマ支配下にあった1922年、イギリス領ビルマのプリンシリーの一部であるカレンニー州の政治担当官の本部であった。町はカレンニ地域の唯一の平坦な部分に位置していた。
イギリス政府のエージェントとして、彼は地元のカレンニーの支配者をコントロールし、タウンジーの監督官によって監督されていた。
ヒル・カレンズへのアメリカン・バプテスト・ミッションの本部もロイコーにあった。 

## 人口
- 1983: 33,665
- 2013: 140,670

## 教育
ロイコー大学、ロイコー工科大学、ロイコーコンピュータ大学、ロイコー教育カレッジ

## 施設
ロイコー総合病院は、州内の地元の人々だけでなく、近隣のシャン州南部の人々にもサービスを提供している。病院の既存の建物は1964年に建立された。需要の増加に伴い、国際協力機構（JICA）の19億4,500万円の資金援助を受けて、2階建ての新病院が建設された。